# Anny Courtade
Anny Courtade, née le 7 novembre 1939 à Saint-Raphaël, est une dirigeante d'entreprise française et une dirigeante de club sportif.

## Biographie
Née en novembre 1939, Anny Courtade commence sa carrière professionnelle dans l'éducation et devient professeur de lettres, métier qu'elle exerce entre 1967 et 1974. Cette année-là, elle quitte ce métier et entame une carrière au sein du groupe E.Leclerc et commence dans ce groupe en étant président-directeur général du Cannet. En 1989, Courtade est élue présidente de Lecasud, une société qui est la centrale d'achats du groupe Leclerc dans le sud-est de la France,, un mandat pour lequel elle est régulièrement réélue. Elle est alors la seule femme titulaire d'un tel poste dans le groupe E.Leclerc. Elle annonce quitter la présidence en 2019.

## Présidente du Racing Club de Cannes

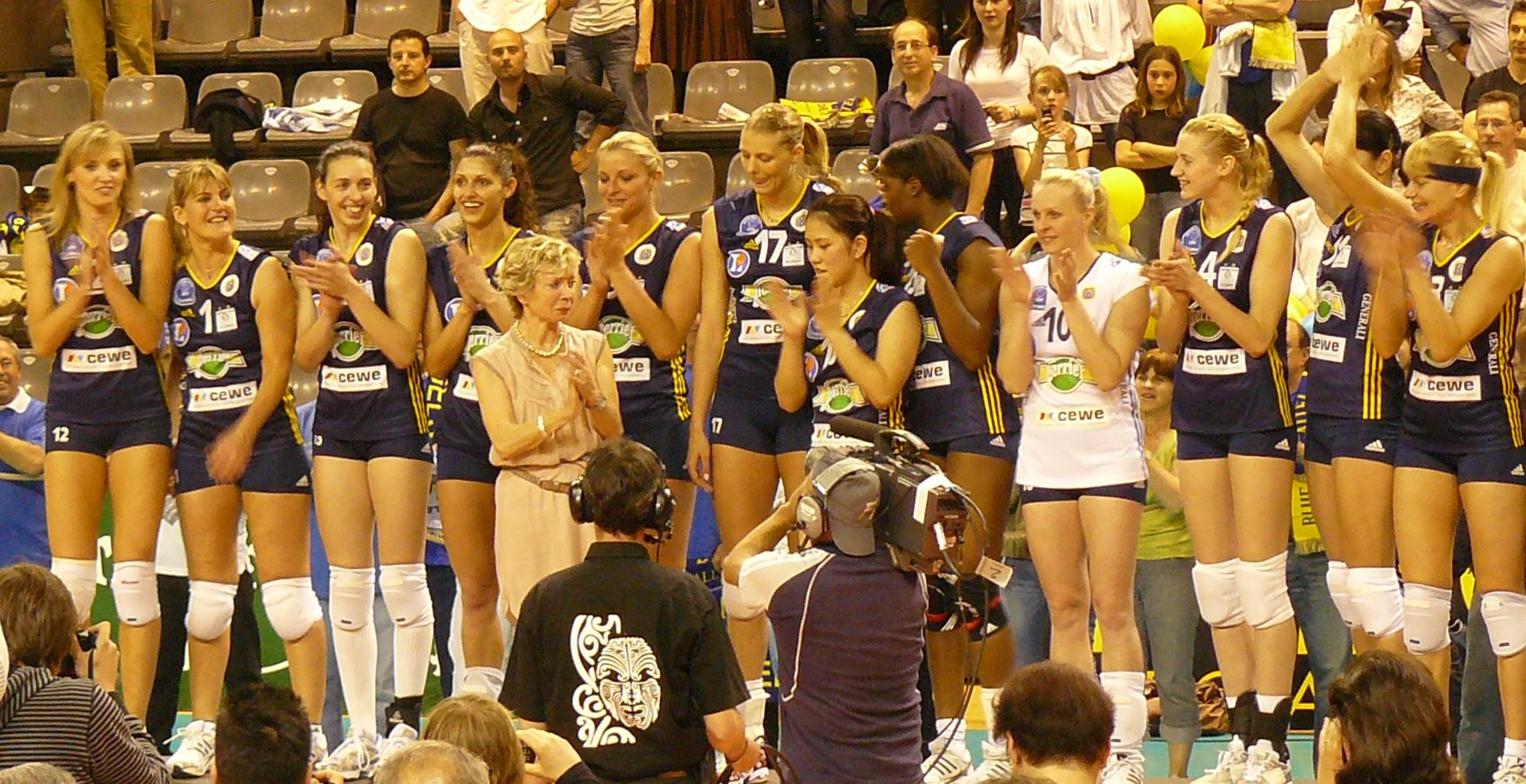
Anny Courtade, au centre en tenue de ville, félicite l'équipe de volley du RC Cannes, championne de France 2009, avec de gauche à droite: Victoria Ravva, Karine Salinas, Nadia Centoni, Eva Yaneva, Anna Rybaczewski, Strashimira Filipova, Akiko Ino, Leslie Turiaf, Alexandra Fomina, Maryna Marchenko, Irina Polechtchouk, Luminita Trombitas.

En plus de sa carrière professionnelle dans le groupe E.Leclerc, Anny Courtade est également investie dans d'autres structures. Elle préside notamment le club de volley-ball féminin du Racing Club de Cannes à partir de 1993. Sous sa présidence, le club cannois gagne à deux reprises la Ligue des champions, à vingt reprises le championnat de France et 19 fois la Coupe de France,. Elle quitte la présidence du club en juillet 2016.

## Présidente de l'Orcpaca

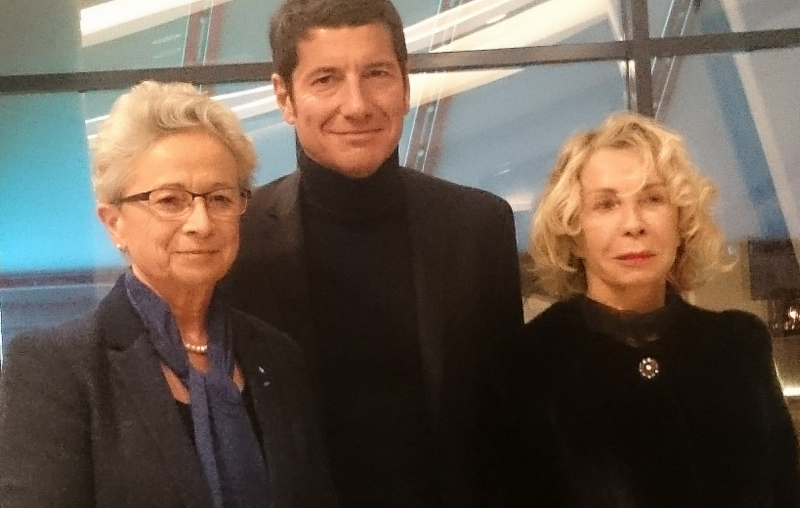
Hommage à Catherine Morschel, directrice administrative de l'Orcpaca, lors de son départ à la retraite, par David Lisnard, maire de Cannes et Anny Courtade, présidente de l'orchestre.

Anny Courtade est présidente de l'Orchestre régional de Cannes-Provence-Alpes-Côte d'Azur.

## Présidente de l'AS Cannes Football
En juillet 2019, Anny Courtade est nommée présidente de l'AS Cannes football en remplacement de Johan Micoud.

## Distinction
Anny Courtade est officier de l'ordre de la Légion d'honneur.